# Độ dài Planck
Độ dài Planck, {\displaystyle \ell _{P}}, là một đơn vị trong hệ thống đo lường Planck. Nó tượng trưng cho một độ dài nhỏ nhất có nghĩa trong vật lý lý thuyết hiện đại.

## Định nghĩa
Độ dài Planck được định nghĩa như sau:
{\displaystyle \ell _{P}={\sqrt {\frac {\hbar G}{c^{3}}}}},
trong đó:
- {\displaystyle \hbar } là hằng số Planck đơn giản
- {\displaystyle G} là hằng số hấp dẫn
- {\displaystyle c} là vận tốc ánh sáng trong chân không.

Trong hệ thống đo lường quốc tế SI:
{\displaystyle \ell _{P}=1,616\ 24\times 10^{-35}} m,
với sai số tương đối bằng 7,5×10−5.